# Fowler (Kansas)
Fowler és una població dels Estats Units a l'estat de Kansas. Segons el cens del 2000 tenia 567 habitants.

## Demografia
Segons el cens del 2000, Fowler tenia 567 habitants, 234 habitatges, i 146 famílies. La densitat de població era de 465,8 habitants/km².
Dels 234 habitatges en un 29,5% hi vivien nens de menys de 18 anys, en un 55,1% hi vivien parelles casades, en un 3,8% dones solteres, i en un 37,6% no eren unitats familiars. En el 34,2% dels habitatges hi vivien persones soles el 17,9% de les quals corresponia a persones de 65 anys o més que vivien soles. El nombre mitjà de persones vivint en cada habitatge era de 2,27 i el nombre mitjà de persones que vivien en cada família era de 2,97.
Per edats la població es repartia de la següent manera: un 23,5% tenia menys de 18 anys, un 5,3% entre 18 i 24, un 24,2% entre 25 i 44, un 20,3% de 45 a 60 i un 26,8% 65 anys o més.
L'edat mediana era de 43 anys. Per cada 100 dones de 18 o més anys hi havia 77,9 homes.
La renda mediana per habitatge era de 33.214 $ i la renda mediana per família de 40.750 $. Els homes tenien una renda mediana de 26.827 $ mentre que les dones 19.028 $. La renda per capita de la població era de 16.788 $. Entorn del 4,1% de les famílies i el 5,5% de la població estaven per davall del llindar de pobresa.

## Poblacions més properes
El següent diagrama mostra les poblacions més properes.